# ولیتان
ولیتان، نام قایقی است که دارای صفحه‌های سلول خورشیدی است و برای حرکت از باد و انرژی خورشیدی بهره‌گیری می‌کند. بدنه بسیار مقاوم آن ساخته شده از الیاف کربن و رزین اپوکسی بوده که توسط کف حباب شکل کربن به صورت ورقه ورقه پوشانده شده‌است. این قایق همچنین دارای روکش فرابنفش است.
پنل‌های سلول خورشیدی، از بدنه قایق، از دو جهت به کناره‌ها امتداد پیدا کرده و به همین دلیل نام آن را ولیتان گذاشته‌اند. چون نام یک ماهی پرنده در دریای مدیترانه است. این بادبان‌ها زمانی که شدت جریان باد مناسب است با دریافت انرژی آن و تبدیل آن به الکتریسیته مورد نیاز دو موتور برقی آن را که هر یک ۲۰۰ اسب بخار توان تولیدی دارند، تأمین کرده تا در زمانی که باد نمی‌وزد، قایق بتواند حرکت کند.
این قایق دارای درازای ۱۰۵٫۳ پا (حدود ۳۲ متر)، بلندای ۲۴٫۸ پا (حدود ۷٫۶ متر) و پهنای با صفحه‌های خورشیدی ۹۲٫۷ پا (۲۸٫۳ متر) است.

## پدید آورندگان و جایزه‌ها
طرح این قایق توسط دو طراح ترکیه‌ای به نام‌های آقایان دکتر هاکان گورسو و سوزوم دوغان ارائه گردیده‌است. طرح این قایق، برنده جایزه طراحی بین‌المللی در سال ۲۰۰۷ میلادی شده‌است.